# أولاد بوعزيز (أولاد بوعزيز)
أولاد بوعزيز هو دُوَّار يقع بجماعة سيدي حجاج واد حصار، إقليم مديونة، جهة الدار البيضاء سطات في المملكة المغربية. ينتمي الدوّار لمشيخة أولاد بوعزيز التي تضم 4 دواوير. يقدر عدد سكانه بـ 1679 نسمة حسب الإحصاء الرسمي للسكان والسكنى لسنة 2004.

## روابط خارجية
- البوابة الوطنية للجماعات الترابية
- المندوبية السامية للتخطيط